# Grundschule Adelby
Die  Grundschule Adelby befindet sich in Tarup, einem  Ortsteil von Flensburg. Sie wurde 1650 gegründet und ist seitdem in der Ringstraße 1–3 zu finden. Die 309 Schüler in dem Schuljahr 2020/21 und rund 24 Lehrkräfte teilen sich das Gelände mit einer kleinen Außenstelle der Friholtschule. Außerdem bietet die Schule eine Betreuung außerhalb des Schulvormittages (Offener Ganztag).

## Profil
In der  Grundschule Adelby, geleitet von der Schulleiterin Inken Erichsen, steht die  pädagogische Arbeit im Vordergrund. Seit dem Schuljahr 2007/2008 werden die Schüler der ersten und zweiten Klasse in sogenannten jahrgangsübergreifenden Lerngruppen unterrichtet (E-Klassen). Das Konzept hat sich bewährt und wurde 2012/2013 auch in den Jahrgangsstufen 3 und 4 übernommen (sieben A-Klassen). Zu dem Leitbild der Schule gehört ebenfalls das Kooperieren der Kinder mit der Außenstelle der Friholtschule. Das heißt, Schüler mit geistiger oder körperlicher Behinderung arbeiten zusammen mit einigen Klassen an gemeinsamen Unterrichtsprojekten. Erfahrungsgemäß funktioniert die Integration der Friholtschüler sehr gut und hilft allen Beteiligten, sich weiterzuentwickeln.
Die offene Ganztagsbetreuung wird an der Grundschule Adelby von dem Träger  Adelby 1 organisiert. Das Besondere an diesem Modell ist, dass es flexible Buchungsmöglichkeiten für die Eltern gibt und eine Ferienbetreuung angeboten wird.
Mit dem  Enrichment-Programm bietet die Schule Adelby seit dem Schuljahr 2016/2017 eine Begabtenförderung für ausgewählte Schüler an. Dieses bietet ein außerschulisches Kursangebot an und fördert die Stärken der Kinder individuell.

## Geschichte
Obwohl die Grundschule schon 1650 gegründet wurde, kann man die erste Schulchronik (Geschichtszeugnis für kleinere Dörfer) von Carl Ernst Ludwig Schlesinger erst dem Jahr 1855 zuordnen. Dieser Chronik ist zu entnehmen, dass die Schulleiter und Lehrer bis zu dem Jahr 1905 von der Kirche Adelby eingestellt wurden und unter anderem auch das Amt des Küsters und des Organisten ausübten. Die Schule liegt geografisch im ehemaligen Ortskern, südlich von dem Friedhof der Adelbyer Kirche. Heute grenzt der Schulhof an den Sportverein Adelby an, dessen Sportplatz von der Schule mit genutzt wird. Auf der gegenüberliegenden Seite, in Richtung Westen, wurde 2016 die „Ringvejens Vuggestue“, ein dänischer Kindergarten gebaut. Bis zum Ende des Deutsch-Dänischen Krieges 1864 unterstand das Herzogtum Schleswig mit der Stadt Flensburg und der Flensburger Umgebung der dänischen Herrschaft. Im besagten Gebiet wurden sowohl deutsch wie auch dänisch gesprochen. Zum Ende der Schleswig-Holsteinischen Erhebung wurde am 7. Februar 1851 durch eine königliche Anordnung verfügt, dass die Schulsprache dänisch sein musste. Somit wurde damals an der Schule Adelby, bis auf wenige Deutschstunden, auf Dänisch unterrichtet.
In den 1930er Jahren wurde das Eckgebäude, in dem heute die Verwaltung platziert ist, erbaut. Es folgte das Langgebäude parallel zur Ringstraße und das sogenannte Hauptgebäude. Durch die ständige Erweiterung von Baugebieten in der Umgebung, hat die Grundschule durchweg ein Raumproblem. Ca. 2016 wurde ein Pavillon erbaut, der das Problem minimieren soll. 2020 kam ein Container hinzu, der weitere Engpässe verringert. Das Freizeitangebot auf dem Schulhof wurde im November 2008 mit einem Minifeldplatz des DFB erweitert.

## Besonderes
Die Grundschule Adelby nimmt an verschiedenen Projekten teil. Das Thema Klimawandel wird den Schülern altersgerecht unter anderem in den Projekten „Lernen im Strebergarten“ und „Klasse Klima“ (u. a. zusammen mit Schülern der Kurt-Tucholsky-Schule), bewusst gemacht. 2019 wurde die Schule sogar „Energiesparmeister“ in Schleswig-Holstein mit dem besten Klimaschutzprojekt, eine Aktion von „co2online“. Das Projekt, „Ohne Auto zur Schule“ lief im Rahmen einer Wette mit dem Bürgermeister und Klimapakt-Vorsitzenden, Henning Brüggemann. Das Ziel der Schüler war es, knapp einen Monat darauf zu verzichten, mit dem Auto zur Schule zu fahren. Die Wette hat der Bürgermeister verloren.
Aber auch Projekte wie der „Sponsorenlauf“ und „Tanzen in der Schule“, welches zusammen mit Zukunftsschule.SH entstanden ist, bieten den Kindern eine aktive Abwechslung zum regulären Schulvormittag.
Die Schüler haben ebenfalls die Möglichkeit, an Mathematik-Wettbewerben teilzunehmen. Bei den verschiedenen Wettbewerben waren die Schüler der Grundschule Adelby erfolgreich.

## Förderer
- Bundesministerium für Familie, Senioren, Frauen und Jugend
- Förderverein
- Fit und Stark Plus – für die Gesundheit
- Internetschule-abc – für das Computerverständnis